# Halle Berry
Maria Halle Berry (Cleveland, 14 de agosto de 1966) é uma atriz norte-americana. Ela começou sua carreira como modelo e participou de vários concursos de beleza, terminando como a segunda colocada no concurso de Miss EUA em 1986. Seu primeiro papel de destaque no cinema foi em O Príncipe das Mulheres (1992), ao lado de Eddie Murphy. Berry também atuou na comédia Os Flintstones (1994), na comédia dramática Bulworth (1998) e no telefilme Dorothy Dandridge - O Brilho de uma Estrela (1999), pelo qual ganhou os Prêmios Emmy e Globo de Ouro.
Ela ganhou o Oscar de melhor atriz por sua atuação em A Última Ceia (2001), tornando-se a primeira é única mulher negra a receber o prêmio na categoria de melhor atriz. Nos anos 2000, Berry interpretou o papel de Tempestade nos filmes X-Men (2000) e suas sequências X-Men 2 (2003) e X-Men 3: O Confronto Final (2006); a Bond girl Jinx em 007 - Um Novo Dia Para Morrer (2002); e o thriller Na Companhia do Medo (2003). Na década de 2010, ela participou dos filmes A Viagem (2012), Chamada de Emergência (2013) e em X-Men: Dias de um Futuro Esquecido (2014), Kingsman: O Círculo Dourado (2017) e John Wick 3: Parabellum (2019).
Berry foi uma das atrizes mais bem pagas de Hollywood durante os anos 2000 e esteve envolvida na produção de vários dos filmes em que atuou. Também é porta-voz da marca Revlon. Ela foi casada com o jogador de beisebol David Justice, o cantor e compositor Eric Benét e o ator Olivier Martinez. Ela tem um filho com Martinez e o modelo Gabriel Aubry.

## Biografia
Halle Berry é filha de Judith Hawkins, mãe britânica e branca, e Jerome Jesse Berry, pai afro-americano. Seus pais se divorciaram quando ela tinha quatro anos de idade, e ela foi criada por sua mãe, não tendo nenhum contato com o pai. Apesar disso, Berry disse que ela foi criada para se identificar como negra, pois sua mãe dizia que, mesmo ela sendo "metade branca", no dia a dia ninguém saberia disso e ela iria sofrer os preconceitos da sociedade como qualquer outro negro. Em entrevista de 2011, Halle Berry disse que acredita na one-drop rule (que diz que uma pessoa com qualquer gota de sangue africano é "negra").
Antes de iniciar a carreira de atriz, Halle Berry disputou vários concursos de beleza, vencendo o Miss Teen All-American 1985 e o título de Miss Ohio USA em 1986. No Miss USA 1986, terminou em segundo lugar no concurso, vencido pela texana Christy Fichtner (também segunda colocada no Miss Universo 1986). Na pergunta feita durante a competição de entrevista do Miss USA 1986, ela disse que pretendia ser uma artista ou seguir alguma carreira na mídia. Sua entrevista recebeu a maior nota dos jurados. No mesmo ano, Berry se tornou a primeira afro-americana a disputar por seu país o título de Miss Mundo 1986 e ficou em sexto lugar; a coroa ficou com a candidata de Trinidad e Tobago, Giselle LaRonde. Apesar das dificuldades enfrentadas desde cedo por sua família, Halle conseguiu se formar em jornalismo no Cuyahoga Community College, em Ohio. Entretanto, nunca chegou a exercer a profissão.
Em 1989, a atriz descobriu ser portadora de diabetes (tipo 1), antes de gravar suas primeiras cenas numa série da televisão americana,  a Living Dolls. Certa vez, inclusive, desmaiou por causa da doença nos locais de filmagem da série.[carece de fontes?]
Em 1998, Berry estreou no papel principal do filme para TV biográfico Introducing Dorothy Dandridge , dirigido por Martha Coolidge, onde ela interpreta a própria Dorothy Dandridge, uma atriz e cantora norte-americana, famosa por ter sido a primeira mulher afro americana a ser indicada na categoria de melhor atriz na premiação do Óscar, com sua atuação, Berry, conquistou diversos prêmios, entre eles o Emmy do Primetime de melhor atriz em minissérie ou telefilme e Globo de Ouro de melhor atriz em minissérie ou telefilme, em 2000.
Em 2002, ao conquistar o Oscar de Melhor Atriz com sua atuação como Leticia Musgrove no filme Monster's Ball (A Última Ceiabr/Depois do Ódiopt), Berry entrou para a história do cinema como a primeira atriz negra a ganhar a categoria de melhor atriz principal do prêmio. No mesmo ano se tornou a primeira atriz oscarizada a interpretar uma bond girl, Jinx, num filme de James Bond, Die Another Day (007 Um Novo Dia Para Morrerbr/007 - Morre Noutro Diapt).
No ano seguinte, Halle Berry fez uma ponta no vídeo musical da canção "Behind Blue Eyes", da banda de Nu metal, Limp Bizkit. A canção faz parte da trilha sonora do filme Gothika (Na Companhia do Medobr/Gothikapt) um thriller de suspense no qual ela atua como Miranda Grey, uma psicóloga que trabalha em um hospital psiquiátrico, e um dia se vê presa como um de seus pacientes, pois fora  acusada de ter matado seu marido, agora Miranda tenta descobrir o que realmente aconteceu enquanto é assombrada por um fantasma vingativo.
Após um breve período em que seus filmes não obtiveram muito sucesso pelo público e pela crítica, Halle atua ao lado de Bruce Willis em Perfect Stranger (A Estranha Perfeitabr/Um Perfeito Estranhopt), um thriller criminal, onde interpreta Rowena Price, uma repórter investigativa que após o assassinato de sua melhor amiga decide encontrar o culpado por si mesma. Logo após, Berry também atuou no drama independente aclamado pela crítica Things We Lost in the Fire (Coisas que Perdemos Pelo Caminhobr/pt), junto com Benicio del Toro, o filme recebeu criticas favoráveis pelas atuações de Berry como Audrey Burke, uma viúva que busca apoio pela morte de seu marido se envolvendo com o amigo dele viciado em drogas, papel de Del Toro. Halle Berry ganhou o papel principal  em "A Mulher Gato", onde ganhou o prêmio Framboesa de Ouro como pior atuação.

## Vida pessoal
Halle já foi casada com David Justice (de janeiro de 1993 a fevereiro de 1996), Eric Benét (de janeiro de 2001 a outubro de 2003), Gabriel Aubry (de novembro de 2005 a abril de 2010) e Olivier Martinez (de julho de 2013 a março de 2014).
Tem dois filhos Nahla Ariela Aubry, nascido a 16 de março de 2008, filha de Gabriel Aubry e Maceo Robert Martinez, nascido a 10 de outubro de 2013, filho de Olivier Martinez.
Em 30 de abril de 2010 o relacionamento de Halle Berry e Gabriel Aubry chegou oficialmente ao fim. Uma fonte próxima ao casal contou à revista “People” que o rompimento entre os dois aconteceu há meses, e por iniciativa da atriz. Segundo a fonte, Aubry não queria seguir em frente com o relacionamento e não se comprometia da forma que Halle esperava. Por outro lado, Aubry declarou: "Ela é, e será para sempre, uma das mais especiais e belas pessoas que alguma vez conheci e tenho a certeza que vamos continuar a ter apenas amor e respeito um pelo outro."
No dia 13 de julho de 2013 casou com o ator Olivier Martinez. No dia 10 de outubro de 2013, deu à luz um menino, Maceo Robert Martinez. Em março de 2014, foi anunciado na imprensa que Halle Berry está separada de Olivier Martinez. Segundo fontes próximas do ex-casal os horários de trabalho da atriz e Olivier Martinez eram incompatíveis.

## Filmografia

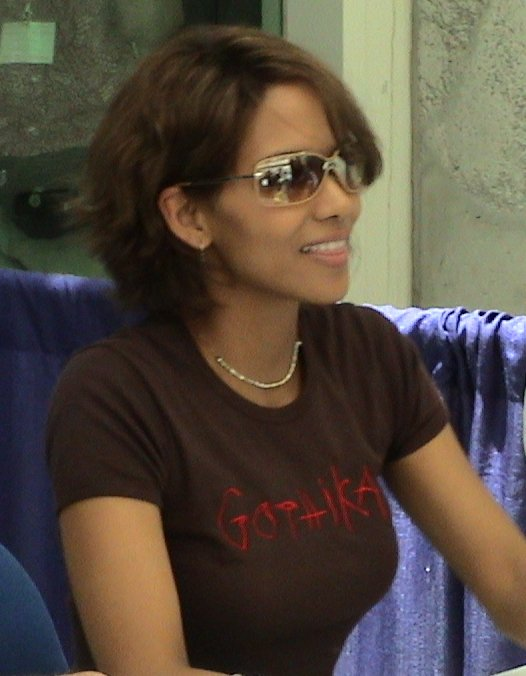
Berry em 2003 na Comic-Con International em San Diego.

| Ano  | Título                                       | Personagem                                                                    | Notas                                           |
| ---- | -------------------------------------------- | ----------------------------------------------------------------------------- | ----------------------------------------------- |
| 1991 | Febre da Selva                               | Vivian                                                                        | Coadjuvante / Drama                             |
| 1991 | Investimento Arriscado                       | Natalie                                                                       | Coprotagonista / Comédia                        |
| 1991 | O último Boy Scout                           | Cory                                                                          | Coadjuvante / Ação                              |
| 1992 | O Príncipe das Mulheres                      | Angela Lewis                                                                  | Coprotagonista / Comédia                        |
| 1993 | Father Hood                                  | Kathleen Mercer                                                               | Coadjuvante / Comédia                           |
| 1993 | O Programa                                   | Autumn Haley                                                                  | Coadjuvante / Drama                             |
| 1994 | Os Flintstones (filme)                       | Sharon Stone                                                                  | Antagonista / Comédia                           |
| 1995 | Destino de uma vida                          | Khaila Richards                                                               | Coprotagonista / Drama                          |
| 1995 | Salomão e a Rainha de Sabá                   | Rainha de Sabá (Nikhaule)                                                     | Protagonista (TV) / Romance                     |
| 1996 | Momento Crítico                              | Jean                                                                          | Coadjuvante / Ação                              |
| 1996 | Corrida rumo ao Sol                          | Miss Sandra Beecher                                                           | Coprotagonista / Drama                          |
| 1996 | Espiral de cobiça                            | Josie Potenza                                                                 | Protagonista / Suspense                         |
| 1996 | Girl 6                                       | Ela mesma                                                                     | Participação Especial / Comédia                 |
| 1997 | Ricas e Gloriosas                            | Nisi                                                                          | Protagonista / Comédia                          |
| 1998 | Politicamente Incorreto                      | Nina                                                                          | Coprotagonista / Comédia                        |
| 1998 | Por que o amor enlouquece?                   | Zola Taylor                                                                   | Protagonista / Romance                          |
| 1998 | The Wendiing                                 | Shelby Coles                                                                  | Protagonista (TV) / Romance                     |
| 1998 | Welcome to Hollywood                         | Ela mesma                                                                     | Participação Especial / Documentário (Simulado) |
| 1999 | "Dorothy Dandridge: O brilho de uma estrela" | Dorothy Dandridge                                                             | Protagonista (TV) / Drama                       |
| 2000 | X-Men                                        | Ororo Munroe / Tempestade                                                     | Coadjuvante / Ficção Científica                 |
| 2001 | A senha: Swordfish                           | Ginger Knowles                                                                | Coadjuvante / Ação                              |
| 2001 | A última ceia                                | Leticia Musgrove                                                              | Protagonista / Drama                            |
| 2002 | Die Another Day                              | Giacinta 'Jinx' Johnson                                                       | Coadjuvante / Ação                              |
| 2002 | Bondgirls para sempre                        | Ela mesma                                                                     | Participação Especial / Documentário            |
| 2003 | X2                                           | Ororo Munroe / Tempestade                                                     | Coadjuvante / Ficção Científica                 |
| 2003 | Na companhia do medo                         | Miranda Grey                                                                  | Protagonista / Suspense                         |
| 2004 | Catwoman                                     | Patience Phillips / Mulher-Gato                                               | Protagonista / Ação                             |
| 2005 | Robôs                                        | Cappy                                                                         | Coadjuvante (Voz) / Animação                    |
| 2005 | "Aos olhos de Deus"                          | Jeanie                                                                        | Protagonista (TV) / Drama                       |
| 2006 | X-Men: The Last Stand                        | Ororo Munroe / Tempestade                                                     | Protagonista / Ficção Científica                |
| 2007 | A Estranha Perfeita                          | Rowena Price                                                                  | Protagonista / Suspense                         |
| 2007 | Coisas que perdemos pelo caminho             | Audrey Burke                                                                  | Protagonista / Drama                            |
| 2010 | Frankie e Alice                              | Frankie/Alice                                                                 | Protagonista / Drama                            |
| 2011 | Noite de Ano Novo                            | Enfermeira Aimee                                                              | Coadjuvante / Romance                           |
| 2012 | Maré Negra                                   | Kate Mathieson                                                                | Protagonista / Suspense                         |
| 2012 | A Viagem                                     | Jocasta Ayrs / Luisa Rey / Ovid / Meronym / Native Woman / Indian Party Guest | Protagonista / Ficção Científica                |
| 2013 | Para Maiores                                 | Emily                                                                         | Participação Especial / Comédia                 |
| 2013 | Chamada de Emergência                        | Jordan Turner                                                                 | Protagonista / Suspense                         |
| 2013 | The Wolverine                                | Ororo Munroe / Tempestade                                                     | Fotografia                                      |
| 2014 | X-Men: Days of Future Past                   | Ororo Munroe / Tempestade                                                     | Coadjuvante / Ficção Científica                 |
| 2016 | Kevin Hart: What Now?                        | Ela mesma                                                                     | Participação Especial / Documentário            |
| 2017 | Kidnap                                       | Karla McCoy                                                                   | Protagonista / Suspense / Coprodutora           |
| 2017 | Kingsman: O círculo dourado                  | Ginger Ale / Agente Wiskey                                                    | Coadjuvante / Ação                              |
| 2017 | Kings                                        | Millie                                                                        | Protagonista / Drama                            |
| 2019 | John Wick 3                                  | Sophia                                                                        | Coadjuvante / Ação                              |
| 2021 | Bruised                                      | Jackie Justice                                                                | Protagonista / Drama / Diretora                 |
| 2022 | Moonfall                                     | Jo Fowler                                                                     | Protagonista / Ficção Científica                |
| 2024 | Deadpool & Wolverine                         | Tempestade                                                                    | Cenas de bastidores / Ficção Científica         |
| 2024 | A Liga                                       | Roxana                                                                        | Protagonista / Ação                             |
| 2024 | Não Solte                                    | A mãe                                                                         | Protagonista / Terror                           |

## Principais prêmios e indicações

#### Oscar
| Ano  | Categoria    | Filme          | Notas  |
| ---- | ------------ | -------------- | ------ |
| 2002 | Melhor Atriz | Monster's Ball | Venceu |

#### Globos de Ouro
| Ano  | Categoria                               | Indicação                     | Notas    |
| ---- | --------------------------------------- | ----------------------------- | -------- |
| 2000 | Melhor Atriz em Minissérie ou Telefilme | Introducing Dorothy Dandridge | Venceu   |
| 2002 | Melhor Atriz em Filme Dramático         | Monster's Ball                | Indicado |
| 2006 | Melhor Atriz em Minissérie ou Telefilme | Their Eyes Were Watching God  | Indicado |
| 2011 | Melhor Atriz em Filme Dramático         | Frankie e Alice'              | Indicado |

#### Urso de Prata
| Ano  | Categoria    | Filme          | Notas  |
| ---- | ------------ | -------------- | ------ |
| 2002 | Melhor atriz | Monster's Ball | Venceu |

#### Emmy Awards
| Ano  | Categoria                                             | Indicação                     | Notas    |
| ---- | ----------------------------------------------------- | ----------------------------- | -------- |
| 2000 | Melhor atriz Principal em Minissérie ou filme para TV | Introducing Dorothy Dandridge | Venceu   |
| 2005 | Melhor atriz Principal em Minissérie ou filme para TV | Their Eyes Were Watching God  | Indicado |
| 2005 | Melhor Telefilme                                      | Their Eyes Were Watching God  | Indicado |

#### BAFTA
| Ano  | Categoria    | Indicação      | Notas    |
| ---- | ------------ | -------------- | -------- |
| 2002 | Melhor Atriz | Monster's Ball | Indicado |

#### SAG Awards
| Ano  | Categoria                                   | Indicação                     | Notas  |
| ---- | ------------------------------------------- | ----------------------------- | ------ |
| 2000 | Melhor Atriz em Minissérie ou Filme para TV | Introducing Dorothy Dandridge | Venceu |
| 2002 | Melhor Atriz Principal                      | Monster's Ball                | Venceu |

#### NAACP Image Awards
| Ano  | Categoria                               | Indicação                       | Notas    |
| ---- | --------------------------------------- | ------------------------------- | -------- |
| 1993 | Melhor Atriz em Minissérie ou Telefilme | "Alex Haley' Queen"             | Venceu   |
| 1993 | Melhor Atriz                            | "O príncipe das mulheres"       | Indicado |
| 1996 | Melhor Atriz                            | "Destino de uma vida"           | Indicado |
| 1999 | Melhor Atriz                            | "Politicamente Incorreto"       | Indicado |
| 2002 | Melhor Atriz                            | "Swordfish"                     | Venceu   |
| 2004 | Melhor atriz coadjuvante                | "007 - Um novo dia para morrer" | Venceu   |
| 2011 | Melhor atriz                            | Frankie & Alice                 | Venceu   |
| 2014 | Melhor atriz                            | "Chamada de Emergência"         | Indicado |

#### People's Choice Awards
| Ano  | Categoria                      | Indicação                  | Notas  |
| ---- | ------------------------------ | -------------------------- | ------ |
| 2007 | Melhor Atriz em filmes de Ação | 'X-men: O confronto final' | Venceu |